# A Christmas for Everyone
A Christmas for Everyone è un film TV del 2003 diretto da Adam Kaleta con protagonisti i membri della band britannica Busted.
Il film andò in onda sul canale CITV il 23 dicembre 2003.

## Trama
Durante il giorno di Natale, i Busted devono esibirsi agli SM:TV studios. Durante l'esibizione le luci si spengono, e quando vengono riaccese i tre membri della band scoprono che le loro chitarre sono state rubate.
Una volta tornati nel loro camerino, i tre trovano un messaggio che li informa che se vorranno riavere indietro le loro chitarre, dovranno partecipare ad una caccia al tesoro e trovare tutti gli indizi in tempo, in caso contrario le chitarre saranno distrutte.
Dopo aver ricevuto il primo indizio, che dice che dovranno recarsi alla casa di Babbo Natale, i Busted sono costretti a cercare un passaggio perché la loro macchina si è rotta. Prendono così in prestito da delle fan degli skateboard in cambio di baci ed attraversano Londra in questo modo.
Una volta arrivati al luogo del secondo indizio, scoprono di doversi recare ad una pista di pattinaggio su ghiaccio. Prima di raggiungere la pista, però, i tre ragazzi decidono di comprare dei regali di Natale per le loro famiglie e si fanno dare un passaggio da alcuni elfi su un carro allegorico. Gli elfi li informano di essere lì per raccogliere soldi per beneficenza, così i Busted decidono di suonare la loro canzone She Wants To Be Me mentre viaggiano sul carro.
Finalmente arrivano alla pista di pattinaggio su ghiaccio. Matt inizia allora a pattinare insieme ad una pattinatrice ed ottiene il nuovo indizio. Scoprono quindi di dover andare in una casa di riposo, dove si esibiscono per gli anziani e per ringraziarli dell'indizio regalano loro gli oggetti che avevano comprato durante lo shopping.
Arrivano poi a Trafalgar Square, dove scoprono che il tempo a loro disposizione per trovare le chitarre è ormai scaduto. Tornano allora a casa, dove scoprono che la caccia al tesoro era in realtà stata organizzata dalle loro famiglie e dalle persone che lavoravano al programma su SM:TV, che volevano che i ragazzi si divertissero nel giorno di Natale invece di lavorare.